# Macrojoppa picta
Macrojoppa picta är en stekelart som först beskrevs av Guérin-Méneville 1830.  Macrojoppa picta ingår i släktet Macrojoppa och familjen brokparasitsteklar. Inga underarter finns listade i Catalogue of Life.